# Abbath (musikgrupp)
Abbath (stiliserat ABBATH) är ett norskt black metal-band som bildades 2015 av förre Immortal-gitarristen och sångaren Abbath Doom Occulta efter att han lämnade Immortal tidigare under 2015. I april 2015 meddelade MetalHammer att Abbath Doom Occulta hade rekryterat medlemmar till bandet, King ov Hell från God Seed och trummisen Creature. Han rekryterade även Vredehammer-gitarristen och sångaren Per Valla som live-medlem.
Bandet spelade live för första gången på Tuska Open Air 2015 och släppte sitt första album, Abbath, den 22 januari 2016.

## Medlemmar
Nuvarande medlemmar
- Abbath Doom Occulta (Olve Eikemo) – sång, gitarr (2015– )
- Ukri Suvilehto – trummor (2018– )
- Ole André Farstad – sologitarr (2019– )

Tidigare medlemmar
- Creature (Kevin Foley) – trummor (2015)
- King ov Hell (Tom Cato Visnes) – basgitarr (2015–2018)
- Creature (Emil Wiksten) – trummor (2016–2018)
- Silmaeth – gitarr (2016–2018)
- Mia Wallace – basgitarr (2019–2020)

Turnerande medlemmar
- Gabe Seeber – trummor (2015–2016)
- Per Valla – gitarr (2015)
- Silmaeth – gitarr (2016)
- Rusty Cornell – basgitarr (2016, 2018–2019, 2020–)
- Dan Gargiulo – gitarr (2016)
- Raud (Ole André Farstad) – sologitarr (2016–2019)
- Ukri Suvilehto – trummor (2018)
- Mia Wallace – basgitarr (2019)

## Diskografi
Studioalbum
- 2016 – Abbath
- 2019 – Outstrider
- 2022 – Dread Reaver

Singlar
- 2015 – "Count the Dead"
- 2019 – "Harvest Pyre"
- 2019 – "Calm in Ire (Of Hurricane)"
- 2019 – "Outstrider"